# Esther Ballesteros
Esther Ballesteros Mories es una actriz y especialista de cine española.
Ballesteros es project manager, armera y especialista de cine en la empresa barcelonesa In Extremis Film. En 2021 trabajó en la producción de la serie de televisión alemana Kleo que se rodó en Mallorca.
En 2023 obtuvo, junto a Ana Rubio, un premio Goya en la categoría de Mejores Efectos Especiales por la película Modelo 77.